# 1924年臺灣
|        | 臺灣歷史 \| 台灣歷史年表 |
| 世纪： | 19世纪臺灣 \| 20世纪臺灣 \| 21世纪臺灣 |
| 年代： | 1890年代臺灣 \| 1900年代臺灣 \| 1910年代臺灣 \| 1920年代臺灣 \| 1930年代臺灣 \| 1940年代臺灣 \| 1950年代臺灣                                           |
| 年份： | 1919年臺灣 \| 1920年臺灣 \| 1921年臺灣 \| 1922年臺灣 \| 1923年臺灣 \| 1924年臺灣 \| 1925年臺灣 \| 1926年臺灣 \| 1927年臺灣 \| 1928年臺灣 \| 1929年臺灣 |
| 纪年： | 甲子年（鼠年）、日本大正13年 |

## 政府

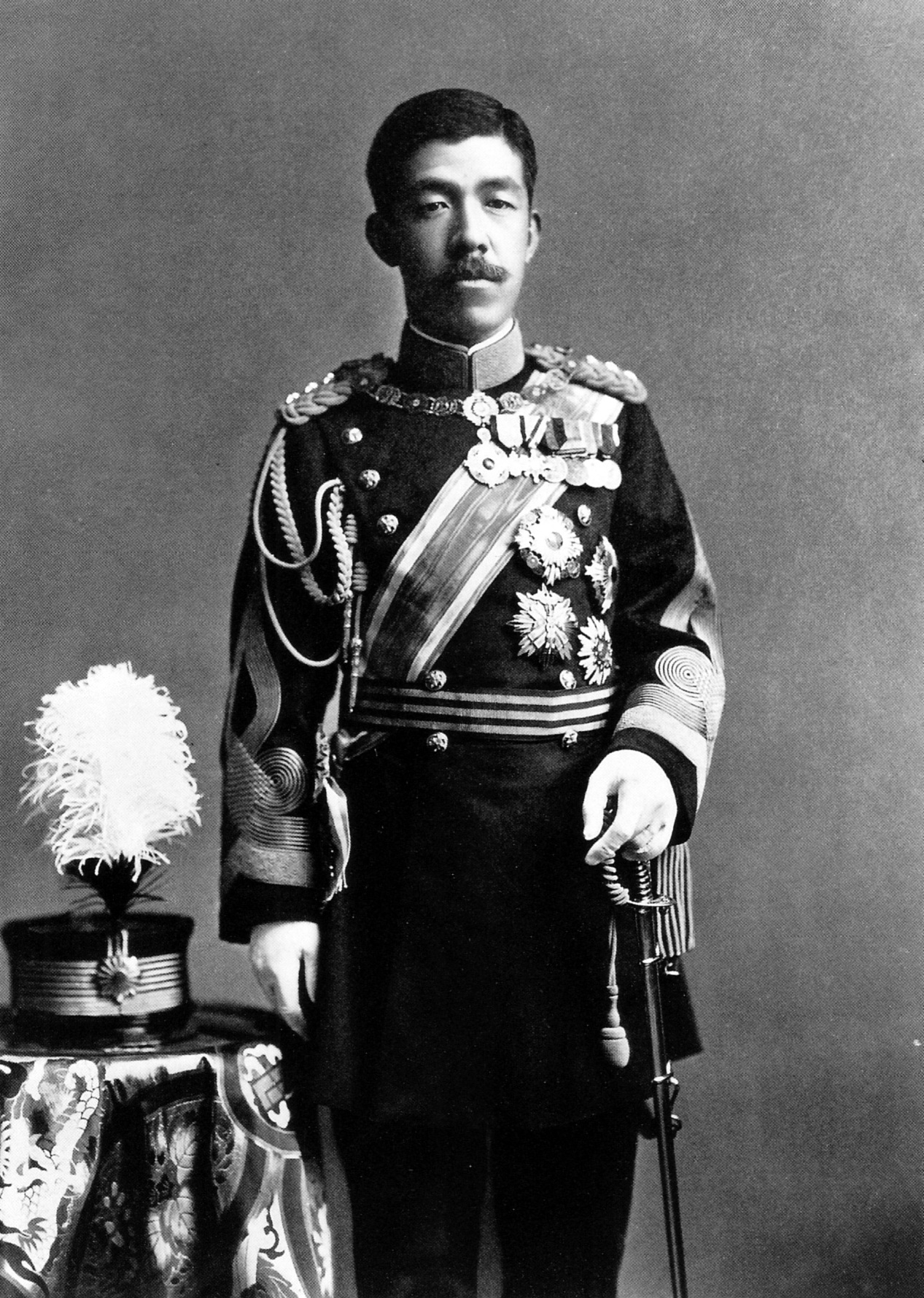
天皇：大正天皇
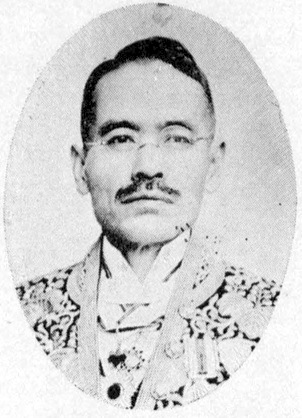
臺灣總督：伊澤多喜男
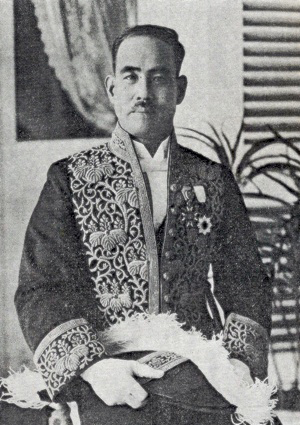
總務長官：後藤文夫

### 成員變動

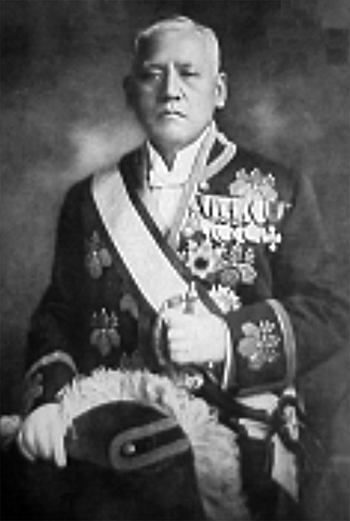
臺灣總督：內田嘉吉
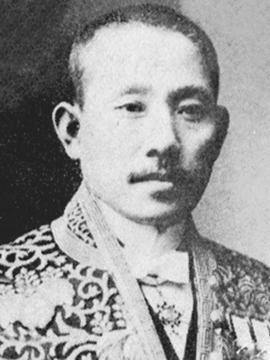
總務長官：賀來佐賀太郎

## 大事記

### 1月
- 1月30日——第四次臺灣議會設置請願運動[1]:201。

### 2月
- 2月8日——本梁與許地山等人以臺灣留學生為中心在中國北京成立「新臺灣安社」[1]:201。

### 4月
- 4月1日——高雄州立高雄高等女學校成立。
- 4月21日——張我軍於《臺灣民報》發表〈致臺灣青年的一封信〉，批判臺灣舊文學[1]:201。

### 5月
- 5月10日——《臺灣》雜誌停刊[1]:202。

### 6月
- 6月27日——辜顯榮等人召開「全島有力者大會」[1]:202。

### 7月
- 7月3日——「全島無力者大會」召開[1]:202。
- 7月5日——第五次臺灣議會設置請願運動[1]:202。

### 8月
- 8月10日——臺灣文化協會舉辦首次「夏季學校」活動，於8月16日結束[1]:202。
- 8月18日——治警事件一審宣判，[1]:202被告全數無罪。檢察官三好一八不服提出上訴。
- 8月31日——澎湖郵便局舉行落成式。

### 10月
- 10月28日——炎峰青年會於臺中州草屯庄成立[1]:202。
- 10月29日——治警事件二審宣判，[1]:202蔣渭水等13人被台北地方法院判有罪。

### 12月
- 12月25日——高雄街、基隆街改制為州轄市的高雄市、基隆市[2]:123。

## 出生
- 1月8日——吳新亨，棒球員。嘉義農林棒球隊球員，後來加入日本職棒。（1997年逝世）
- 1月30日——王育德，臺語學者、台灣獨立運動參與者。為日本「台灣青年社」及其機關刊物《台灣青年》之創辦者。（1985年逝世）
- 2月9日——鄭日清，歌手。代表作有〈落大雨彼日〉。（2012年逝世）
- 2月18日——陳舜臣，旅日作家，直木獎得主。著有多篇歷史小說。出生於日本神戶。（2015年逝世）
- 3月28日——邱永漢，旅日作家，直木獎得主。《財訊》雜誌創辦人。（2012年逝世）
- 4月1日——邵恩新，政治人物。曾任臺北縣縣長。（2014年逝世）
- 5月10日——謝獻臣，醫學家。有「台灣寄生蟲醫學之父」之稱，曾任高雄醫學院第四任院長。（2000年逝世）
- 5月14日——宋文薰，考古學家。中央研究院院士。（2016年逝世）
- 7月13日——許陳蓮花，台籍慰安婦。（2017年逝世）
- 7月16日——許雲基，原子核物理學家，曾任台大物理系系主任。
- 10月10日——林良，筆名子敏。知名兒童文學作家，出生於中國福建省。（2019年逝世）
- 10月24日——吳思漢，醫師、共產黨員，白色恐怖受難者。因台北市工作委員會案被槍決。（1950年逝世）
- 11月10日——蔡萬霖，企業家。國泰人壽、霖園集團創辦人。（2004年逝世）
- 12月11日——林亨泰，作家、詩人。

## 逝世
- 10月5日——李春生，企業家、買辦。清末至日治時期著名富豪。（1838年出生）